# Prawa człowieka w Egipcie
Prawa człowieka w Egipcie są ograniczane. Egipt oskarża się o ograniczenie praw religijnych chrześcijan, głównie koptów oraz mniejszości seksualnych, a także stosowanie kary śmierci. Zdaniem organizacji zajmujących się prawami człowieka (Amnesty International, Human Rights Watch), Egipt należy do grupy państw, w których prawa człowieka są stale łamane.

## Kontekst historyczny
Od czasu wprowadzenia stanu wyjątkowego w 1981 roku (obowiązywał do 2012) prawa człowieka w Egipcie są systematycznie łamane. Ograniczenia obejmują głównie islamskich fundamentalistów religijnych, chrześcijan w tym koptów oraz mniejszości seksualnych. Po wyborach parlamentarnych w 2005 roku w egipscy liberałowie domagali się od Mubaraka przestrzegania wolności słowa, respektowania praw człowieka, reform gospodarczych.
Podczas arabskiej wiosny Egipcjanie odsunęli od władzy Husniego Mubaraka. Podczas starć pomiędzy siłami rządowymi a protestującymi zginęło ponad 800 osób. Władzę przejęła Narodowa Rada Sił Zbrojnych. Obalenie Mubaraka spowodowało kryzys ośrodka władzy. Istniały obawy, że do władzy dojdą ugrupowania ekstremistów islamskich, które wprowadziłyby rządy oparte na nauce Koranu. Armia egipska zapobiegła dojściu do władzy ekstremistom. W połowie 2012 roku władzę w Egipcie objął Muhammad Mursi. 3 lipca 2013 roku został odsunięty od władzy. Nowym prezydentem został Adli Mansur.
W czerwcu 2014 roku Abd al-Fattah as-Sisi objął urząd prezydenta. Według Human Rights Watch as-Sisi przyzwalał na nadużycia i przemoc sił policyjnych i wojska pod pretekstem walki z terroryzmem. W 2016 roku rząd egipski wykorzystywał zakaz przemieszczania się, restrykcje finansowe i zamrożenia aktywów, aby uciszyć i oczernić społeczeństwo obywatelskie. We wrześniu 2019 roku zatrzymano ponad 2300 osób za udział w demonstracjach przeciwko korupcji. Protesty wybuchły po opublikowaniu tzw. wirusowych filmów wideo, dokumentujących wysoki poziom korupcji w armii egipskiej.
Egipt jako jedno z nielicznych państw arabskich przyjął syryjskich uchodźców, uciekających przed wojną domową. Do grudnia 2016 roku Egipt przyjął 115 204 uchodźców. 65% z nich żyje poniżej granicy ubóstwa.

## Wolność słowa i prasy
W Egipcie obowiązuje bardzo surowa cenzura. W rankingu wolności słowa przeprowadzonym przez organizację pozarządową Reporterzy bez Granic Egipt zajął w 2020 roku 166. miejsce. Wielu dziennikarzy aresztowano, niektórzy spędzają kilka lat w areszcie bez postawienia im zarzutów lub sądzenia. Inni są skazywani na kary wieloletniego pozbawienia wolności lub dożywocia w masowych protestach. Od czasu dojścia do władzy Abd al-Fattaha as-Sisiego w mediach toczy się tzw. „sizfikacja”, polegająca na zatrzymywaniu dziennikarzy podejrzewanych o wspieranie Braci Muzułmańskich. As-Sisi wykupił największe grupy medialne, dzięki czemu kontroluje obecnie ważniejsze media w Egipcie. Podczas arabskiej wiosny niektórzy egipscy artyści byli upominani telefoniczne przez egipskie służby bezpieczeństwa.
Internet jest jedynym środkiem przekazu, nie objętym całkowicie cenzurą. Latem 2017 roku rząd egipski zablokował ponad 500 portali internetowych (głównie serwisów informacyjnych). Na mocy ustawy o terroryzmie z sierpnia 2015 roku dziennikarze są zobowiązani do informowania o atakach terrorystycznych wyłącznie na podstawie przekazu rządowego. Przepisy z 2018 roku zapewniły rządowi kontrolę nad mediami i umożliwiły zamykanie portali internetowych służących do udostępniania niezależnych informacji.
Dziennikarze i obrońcy praw człowieka mają zakaz wstępu na znaczną część półwyspu Synaj oraz nie mogą samodzielnie relacjonować wszelkich operacji wojskowych. Dziennikarzy zatrzymuje się też za materiały o problemach gospodarczych Egiptu. Po wyborach prezydenckich z 2018 roku i referendum z 2019 roku zaostrzono cenzurę.
We wrześniu 2006 roku rząd egipski zakazał dystrybucji Le Figaro i Frankfurter Allgemeine Zeitung, ze względu na publikację artykułów uznanych za obraźliwe dla wyznawców islamu.

## Kara śmierci
W Egipcie stosowana jest kara śmierci. Wiosną 2014 roku na karę śmierci skazano około tysiąca osób, powiązanych z Braćmi Muzułmańskimi. W 2019 roku na co najmniej 32 osobach przeprowadzono egzekucje. W 2018 roku co najmniej 717 osób skazano na karę śmierci, a w 2019 roku co najmniej 435 osoby. Amnesty International w swoich raportach odnotowała zmiany wyroków śmierci na kary więzienia dla części skazanych.

## Wolność religijna
Islam został ustanowiony religią państwową. Według Komisji ds. Międzynarodowej Wolności Religijnej w sprawozdaniu za rok 2010, Egipt zajmuje drugie miejsce w rankingu krajów, które naruszają wolność religijną. Dyskryminacja i łamanie praw człowieka dotyka głównie: koptyjskich chrześcijan, bahaistów, szyickich muzułmanów, żydów, świadków Jehowy i członków sekty Quraniyoon. W Światowym Indeksie Prześladowań 2020 stworzonym przez organizację Open Doors Egipt zajął 16. miejsce.

## Prawa kobiet
W krajach znajdujących się pod wpływem islamu poważny problem stanowi obrzezanie kobiet, które nie ma wiele wspólnego z religią. Egipt i Sudan uważa się za kraje najsilniej dotknięte tym zjawiskiem. W 2002 roku 97% egipskich mężatek było obrzezanych. Zabieg wycięcia łechtaczki był często wykonywany za zgodą i z inicjatywy kobiet wierzących, że obrzezanie zapewni im ochronę i satysfakcję z życia małżeńskiego. W 2008 roku wprowadzono zakaz obrzezania. Suzanne Mubarak, żona byłego prezydenta Egiptu Husniego Mubaraka, prowadziła kampanię Początek końca. Nie dla obrzezania kobiet. Rządkowa kampania była skierowana do wszystkich Egipcjan. Oprócz niej realizowano inne kampanie społeczne, walczące z obrzezaniem kobiet.
W Egipcie działa Centrum Pomocy Prawnej dla Egipskich Kobiet oraz Prawników na rzecz Sprawiedliwości i Pokoju, prowadzone przez Azzę Soliman. Organizacja świadczy pomoc prawną i walczy z analfabetyzmem wśród ubogich kobiet i dziewczynek. W 2016 roku władze Egiptu uznały Soliman za szpiega i uznały, że jej aktywność stanowi zagrożenie dla bezpieczeństwa narodowego. W grudniu 2016 roku aresztowano ją i przesłuchano. Po krótkim areszcie zwolniono ją, jednak postawiono jej zarzut otrzymania pomocy finansowej służącej znieważeniu kraju.

## Reakcje międzynarodowe na sytuację w Egipcie
Unia Europejska prowadzi intensywne działania na rzecz promocji praw człowieka i demokracji w Egipcie. Władze Egiptu niekiedy zachęcały imamów do krytykowania zwolenników przestrzegania praw człowieka, korzystających z pomocy państw zachodnich.
Pod koniec września 2020 roku w Waszyngtonie powołano DAWN (pol. Świt; skrót od angielskiej nazwy Democracy for the Arab World Now). Organizacja ma na celu monitorowanie praw człowieka w Arabii Saudyjskiej, Egipcie i praw człowieka w Zjednoczonych Emiratach Arabskich.

## Prawa Osób LGBTQ

Flaga LGBTQ w konturach Egiptu

Z uwagi na wysoką religijność Egipcjan i przywiązanie do tradycyjnych wartości tematyka ta jest w Egipcie tematem tabu. W badaniach equaldex Egipt zdobył 11 punktów na 100 (Dla porównania Polska dostała 49). Osoby LGBTQ doświadczają problemów, które nie dotykają osób Cis normatywnych i Heteronormatywnych.

### Homoseksualizm
Homoseksualizm de iure nie jest penalizowany, ale de facto od 2000 stosuje się różne prawa odnośnie moralności, przez co kontakty seksualne grożą różne sankcje prawne (z więzieniem włącznie). W Egipcie istnieje też surowe prawo ograniczające aktywistów LGBTQ, przez które doszło do masowych aresztowań w 2017. Oddawanie krwi i służba wojskowa również jest  poza zasięgiem osób homoseksualnych.

### Transpłciowość
Operacja korekty płci i prawna zmiana płci jest w Egipcie dozwolona za zgodą meczetu Al-Azhar lub Koptyjskiego Kościoła Ortodoksyjnego w Aleksandrii.

### Społeczeństwo
Nie da się ukryć, że społeczeństwo egipskie nie jest przychylnie nastawione do osób LGBTQ na pytanie "czy homoseksualizm powinien być społecznie akceptowalny" aż 95% badanych odparło przecząco.